# Santons

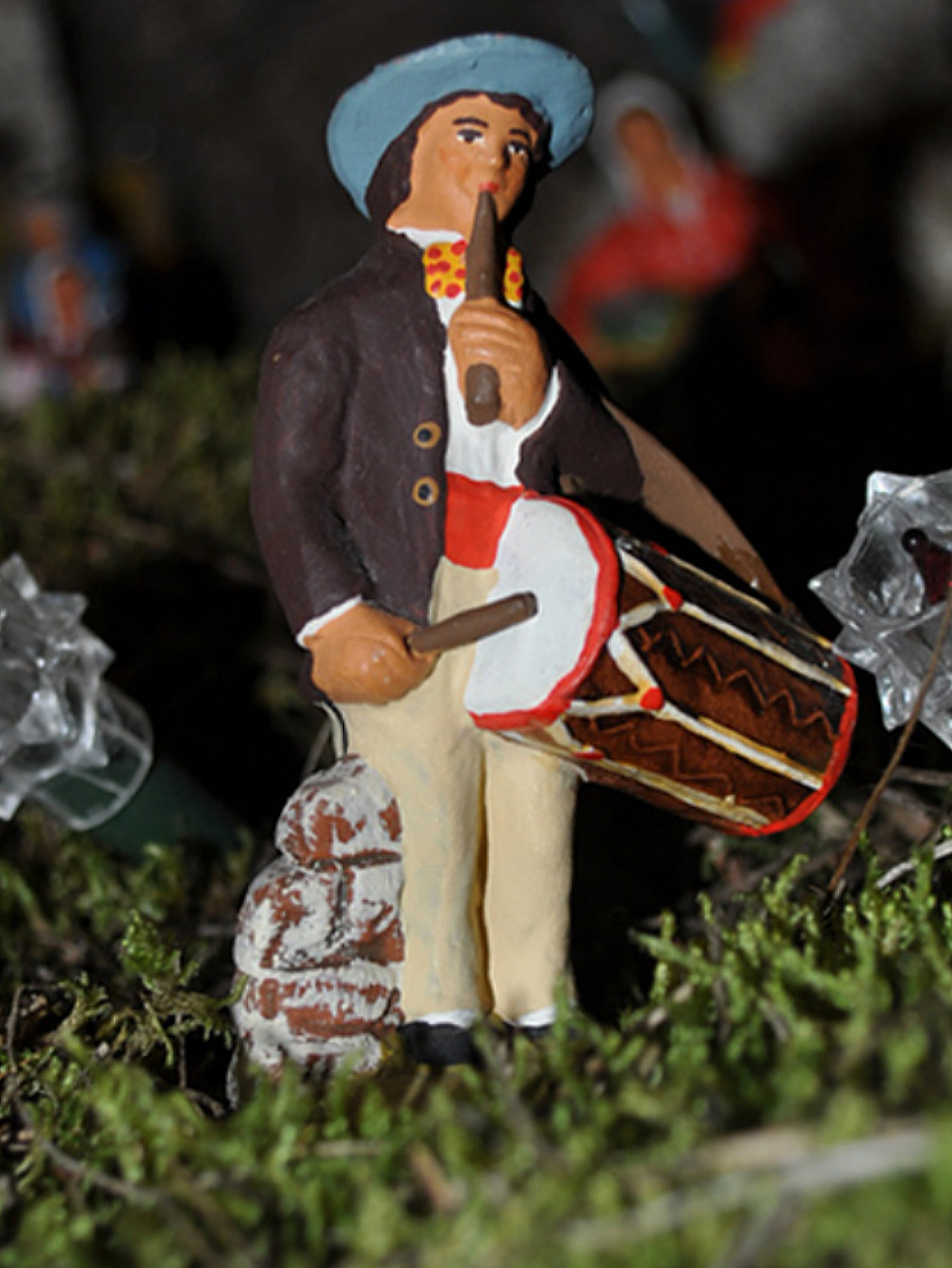

Santons of "kleine heiligen" ( Provençaals: santoun, santoùos, afgeleid van het Provençaalse "sant" voor "heilige") zijn kleine, handgeschilderde beeldjes uit de Provence. Tot de klassieke santons behoren de kerststalfiguren van Jezus, Jozef en Maria, de Drie Koningen, de engel, de os en de ezel.  
Deze klassieke reeks werd later aangevuld met typisch Provençaalse dorpsfiguren zoals de herder, de hoeveknecht, de monnik, de blinde, de pastoor, de burgemeester, … Ze dienen als extra versiering bij de Provençaalse kerststal.
De personen die santons produceren zijn "santonniers".

De naam "santons" mag niet verward worden met Santones, een  Gallo-Romeinse stam.

## Geschiedenis
Volgens de overlevering zou de geschiedenis van de santons teruggaan tot in 1223 toen Franciscus van Assisi in een grot nabij het  Italiaanse Greccio met mensen en dieren uit het dorp een tableau vivant liet opvoeren rond het kerstgebeuren. Hieruit ontstonden in de kerken de eerste kerststallen met geschilderde en vergulde beelden. 
De kerststalletjes en de nachtmis werden tijdens de Franse Revolutie verboden en toen in 1794 ook de kerken werden gesloten begonnen de mensen het kerstgebeuren thuis te vieren buiten het waakzame oog van de antiklerikale autoriteiten. Ze maakten in het geheim zelf hun kerstfiguurtjes met de materialen die voorhanden waren: stof, brooddeeg, papier-maché ... Deze eerste santons (de huidige term "santon" werd pas in 1826 gebruikt) waren zo populair dat ze oogluikend werden toegelaten door de revolutionairen en de Kerk. De Kerk beschouwde de beeldjes als onschuldig kinderspeelgoed en de revolutionaire autoriteiten tolereerden ze als een ongevaarlijke en volkse uiting van de plaatselijke folklore.

De eerste, echte santonnier was ongetwijfeld Jean-Louis Lagnel (1764-1822), een beeldhouwer uit Marseille. De klassieke santons zoals we ze vandaag kennen, werden door hem gecreëerd. Hij kwam immers op het idee om naast de traditionele kerstfiguren ook de mensen uit zijn omgeving uit te beelden zoals ze er ook uitzagen in het dagelijkse leven en in hun typische klederdracht. 
Bovendien was hij de grondlegger van de technieken die tegenwoordig nog grotendeels worden gehanteerd. Hij gebruikte in plaats van breekbare was of plaaster de typisch Provençaalse rode klei.  
Aanvankelijk boetseerde hij de grote vorm van het figuurtje en nadien hechtte hij armen, haartooi en de kleine accessoires er aan vast met barbotine, een met water verdunde, witte klei. Zijn figuurtjes waren erg populair, maar de productie ervan was arbeidsintensief en tijdrovend. Daarom kwam hij in 1797 als eerste op het idee om te werken met twee halve mallen uit plaaster waarin de klei met de hand werd samengeperst. Na het verwijderen uit de mallen werd de overtollige klei afgebraamd en werden de beeldjes gedroogd en nadien beschilderd. Door het gebruik van mallen werd het productieproces versneld en goedkoper zodat zijn santons voor iedereen betaalbaar werden.
De verkoop van 180 000 santons in het jaar 1886 bewijst de toenemende populariteit ervan en de erkenning van de santons als cultureel erfgoed. In 1803 vond in Marseille de eerste "Foire aux Santons & aux Crèches" plaats. Ze werd georganiseerd door een 30-tal santonniers. Sinds 1897 wordt in Marseille de beurs jaarlijks georganiseerd in december. In 2003 vond de 200ste editie plaats.
Tegenwoordig is de productie van de traditionele santons overwegend in handen van familiebedrijven, waarbij de ambachtelijke kennis wordt doorgegeven van het ene geslacht op het andere. Ze gebruiken nog grotendeels de werkwijze die door Lagnel werd geïntroduceerd. Nu worden de beeldjes na een eerste droging in een  gelatinebad gedompeld om het verder te laten harden en om te zorgen voor een geschikte onderlaag voor het beschilderen met de hand. Tot slot worden ze gebakken in een oven. Dit procedé wordt toegeschreven aan een zekere Thérèse Neveu (1866-1946) die het in 1925 introduceerde.

## De "santons classiques"

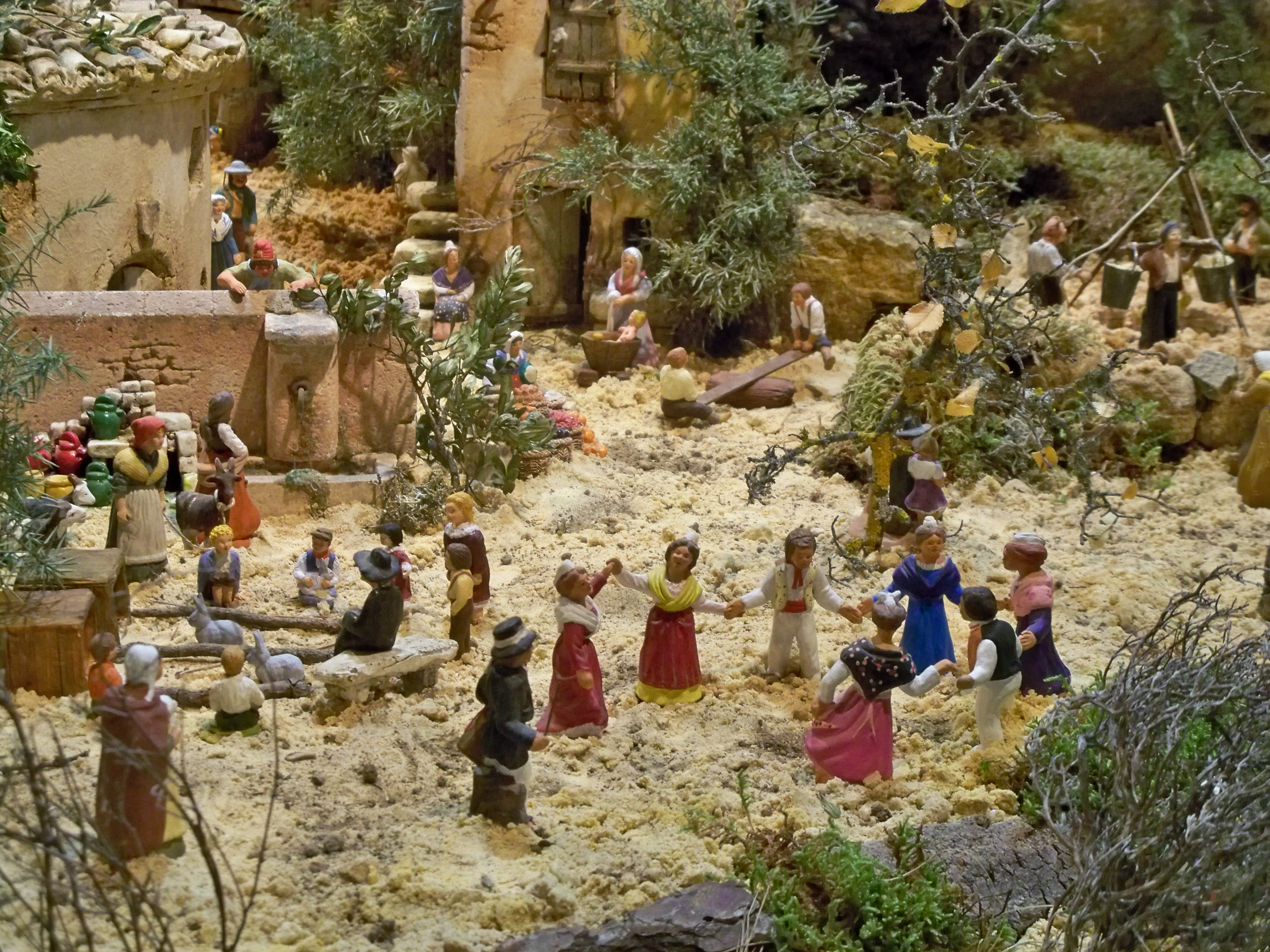

De santons classiques in en rond de Provençaalse kerststal worden meestal afgebeeld op dezelfde wijze qua houding, kledij en kleuren. Ze worden ingedeeld in vier groepen. Er zijn de santons die traditioneel in de kerststal worden geplaatst (het kindje Jezus, Jozef en Maria, de os, de ezel, het schaap en de engel), dan de figuren die geschenken brengen voor de pasgeborene, vervolgens de santons die de Provençaalse dorpsfiguren uitbeelden en ten slotte zijn er de dieren en de accessoires die men terugvindt in een karakteristiek Provençaals dorp: de kerk, stallen, waterputten, huizen, bomen en planten, een rivier, een brug, een molen, … Aan deze klassieke santons worden in de Provençaalse folklore zelfs bepaalde karaktertrekken en handelingen toegekend.

#### Enkele klassieke santons
- De trommelslager verschijnt met zijn trommel, een brede vilten hoed, een zwarte vest met eronder een wit hemd en een rode linnen band als broeksriem. Hij wordt meestal vergezeld van een aantal figuren die de farandole dansen.
- De Drie Koningen met hun aangepaste gewaden: de  Moorse Melchior met tulband, de geknielde, Indische  Caspard en de blanke Balthazar. Alle dragen ze offerandes.
- De herder(s). Bepaalde santonniers beelden 11 herders uit, alle met een naam, anderen houden het op 1 herder. De herder wordt afgebeeld met een schoudermantel, een kalebas, een staf, een rugzak en een ransel. Sommige figuren staan rechtop, andere zitten geknield. Soms hebben ze een schaap in de armen of op de schouders. 
- De zigeuner en de zigeunerin verschijnen in hun kleurrijke klederdracht. De man, met lange, zwarte haren en een baard, draagt een zwarte kapmantel en om zijn hoofd is een rode hoofddoek gewikkeld. Aan zijn riem hangt er een mes. De zigeunerin, in een zwarte jurk, een kleurrijke bloes en een zwarte sjaal op het hoofd, draagt haar kind op de heupen. In de andere hand houdt ze een tamboerijn. 
- De hoeveknecht wordt op diverse wijzen uitgebeeld. Meestal is hij slordig gekleed in een hemd en een broek die met slechts één bretel wordt opgehouden. Hij draagt een lantaarn en een emmer.
- De dorpsidioot, eenvoudig gekleed en met een rode muts, houdt de armen naar de hemel in opperste verbazing.
- De blinde en zijn zoon worden samen afgebeeld, waarbij de grijsaard, met een staf en een baard, met de arm steunt op zijn zoon. 
- De burgemeester is de belangrijkste autoriteit in het dorp en verschijnt bijgevolg in zijn beste kleren, inclusief tricolore sjerp, paraplu, hoge hoed en zakhorloge.
- De monnik in de typische pij stelt Franciscus van Assisi voor, de patroonheilige van de santonniers.

#### De moderne santons

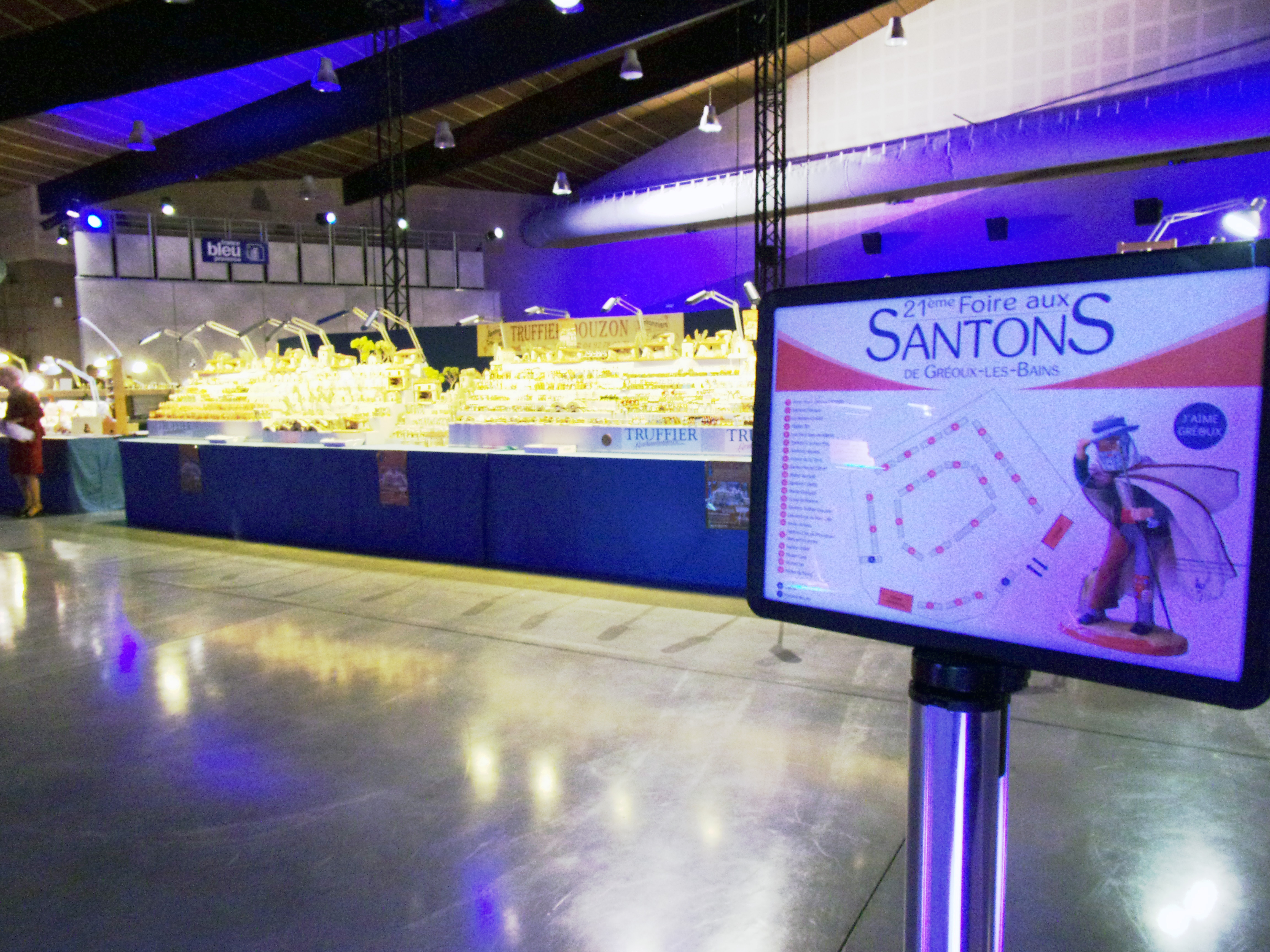
Handelsbeurs voor santons

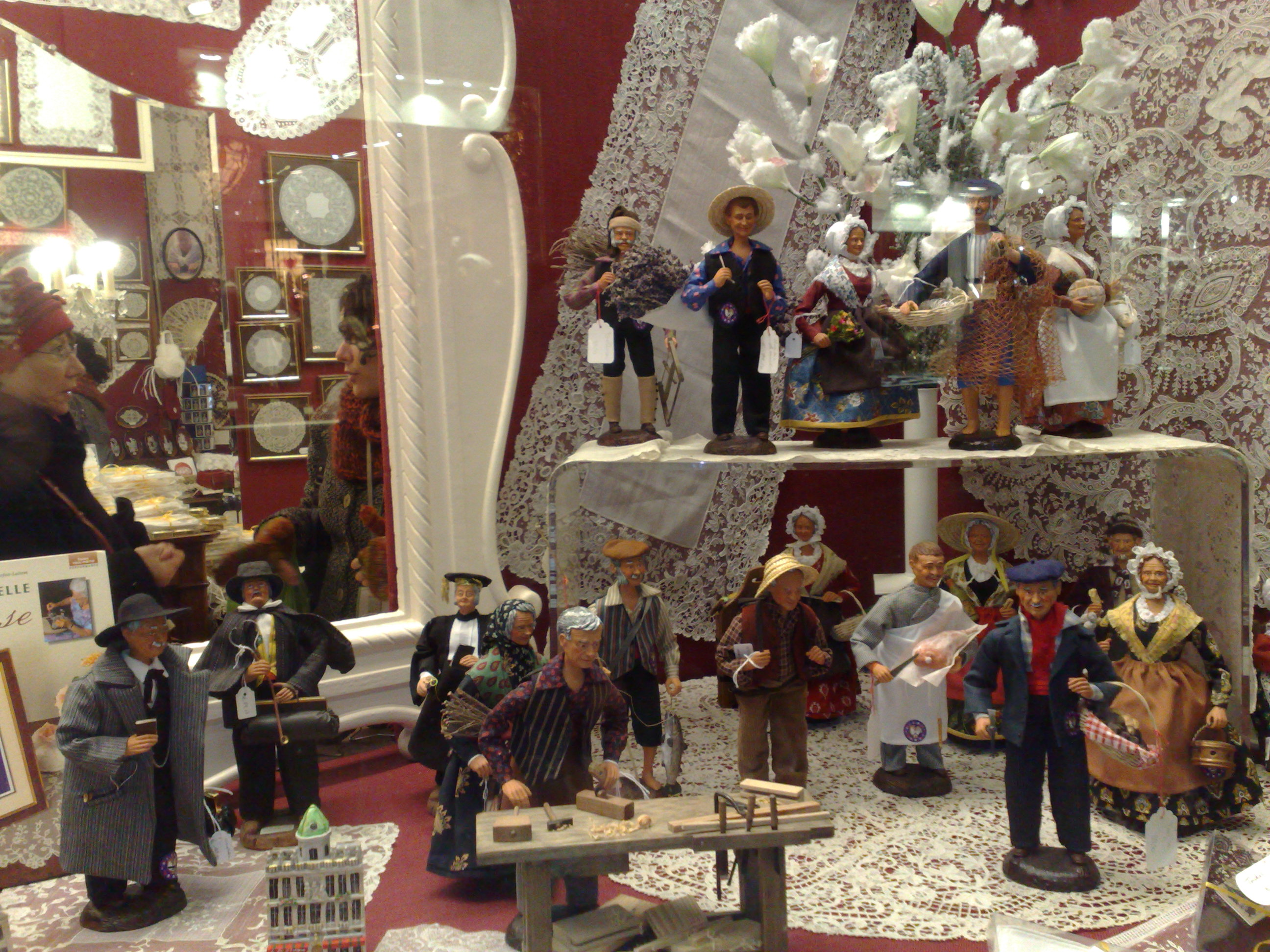
Santons in een etalage

Mede onder invloed van het toerisme en de verzamelaars is de productie van de santons in de Provence uitgegroeid tot een ware industrie. De dag van vandaag zijn er zeker honderden santonniers bedrijvig in Zuid-Frankrijk en zelfs buiten de Provence.
De klassieke santons worden ook uitgebracht in een moderne, gestileerde vorm of uitgebreid met nieuwe (dorps)figuren (de petanquespelers, de gendarme, de advokaat, …). 

Er bestaan zelfs santons van ridders, moderne kerststalfiguren (Jozef en Maria nemen een selfie), filmsterren, politici, Sneeuwwitje en de zeven dwergen, …

#### Musea
De santons zijn te bewonderen in diverse musea, o.a. in:
- Les Baux-de-Provence ("Musée des Santons");
- Paradou ("Le village miniature des santons de Provence");
- Fontaine-de-Vaucluse ("Musée du Santon");
- Le Val ("Musée du Santon");
- Aubagne ("Musée des santons et de l'art provençal");
- Grignan ("Le village provençal miniature").